# صوفيا جوميز فيلافاني
صوفيا جوميز فيلافاني (من مواليد 15 أبريل 1994) هي راكبة دراجات جبلية أرجنتينية وراكبة دراجات هوائية. مثلت الأرجنتين في دورة الألعاب الأولمبية الصيفية 2020 في اختراق الضاحية للسيدات.

## المهنة
لقد نشأت في آيسكيول، باتاغونيا حتى بلغت الثانية عشرة من عمرها، قبل أن تنتقل مع عائلتها إلى لوس جاتوس، كاليفورنيا. اكتشفت الطفلة الخامسة من بين ستة أعوام ركوب الدراجات الجبلية من خلال برنامج الدراجة الجبلية في مدرسة نوركال الثانوية، ووجد لها شقيقها دراجة على كريجزليست مقابل 500 دولار. واصلت المنافسة على مستوى الجامعة في كلية فورت لويس في دورانجو، كولورادو، حيث حصلت على البكالوريوس في علوم التمارين الرياضية وتخصص فرعي في إدارة الأعمال.
تتسابق بشكل أساسي في أمريكا الشمالية وهي البطلة الوطنية الأرجنتينية لاختراق الضاحية لعام 2019.
فازت بسلسلة جولات ملحمية لعام 2019، حيث هزمت بطلة كأس العالم كيت كورتني في السباق النهائي. في دورة الألعاب الأمريكية 2019، في ليما، بيرو، فازت بالميدالية الفضية في سباق اختراق الضاحية.
في عام 2021، أصبحت أول سائقة دراجة جبلية تتنافس في الألعاب الأولمبية للأرجنتين منذ عام 2004 من خلال التأهل للمنافسة في حدث اختراق الضاحية.

## الحياة الشخصية
التقت هي وصديقها، كيجان سوينسون، من خلال ركوب الدراجات الجبلية في عام 2012. وهما يتدربان بانتظام ويسافران معًا للمشاركة في المسابقات.
فيلافاني تقيم في مدينة هيبر، يوتا، الولايات المتحدة. لديها الجنسيتين الأمريكية والأرجنتينية.